# Parafia św. Bartłomieja Apostoła w Dębowcu
Parafia św. Bartłomieja Apostoła w Dębowcu – parafia rzymskokatolicka znajdująca się w diecezji rzeszowskiej w dekanacie Dębowiec.

## Zasięg parafii
Do parafii należą wierni z miejscowości: Dębowiec, Łazy Dębowieckie, Majscowa i Zarzecze.

## Historia
Pierwszy zapis dotyczący istnienia kościoła i parafii w Dębowcu należącej wówczas do diecezji krakowskiej pochodzi, według Jana Długosza z 1328 r., przy okazji płacenia świętopietrza.
Obecna świątynia jest już czwartą z kolei, ponieważ poprzednie zostały zniszczone przez pożary jakie miały miejsce: w 1474 r. przy najeździe wojsk węgierskich Macieja Korwina i w 1657 r. przy wkroczeniu armii Jerzego Rakoczego księcia Siedmiogrodu.
Budowę obecnego kościoła rozpoczęto po pożarze w 1824 r., a trwała ona do 1857 r. Konsekracji świątyni dokonał bp Franciszek Wierzchlejski, Biskup Przemyski. Styl i wyposażenie wnętrza w swej architekturze nawiązuje do baroku. Posiada on sufit kasetonowy z polichromią Józefa Bujdewicza, dwa ołtarze złocone i dwa dębowe ciemne oraz chrzcielnicę.
W 1910 r. resztówkę dworską kupili księża saletyni, budując na przełomie lat 1910/11 Dom zakonny. W 1936 r. wzniesiono kościół, a wcześniej Kalwarię.  Znajdująca się w kościele klasztornym cudowna Figura Matki Bożej Płaczącej została ukoronowana w 1996 r. 20 maja 2012 roku decyzją papieża Benedykta XVI świątynia została ustanowiona Bazyliką Matki Bożej Płaczącej z La Salette.
W Łazach Dębowieckich w 1985 r. zbudowano i poświęcono kaplicę dojazdową, pod wezwaniem Matki Bożej Królowej Polski. Wcześniej do parafii należał także Nowy Glinik. Na cmentarzu znajduje się kaplica św. Krzyża z 1869 r. oraz wiele starych nagrobków kapłanów i rodzin dębowieckich.
W 1973 r. bp Ignacy Tokarczuk przekazał parafię Saletynom.
W parafii istniała Gwardia Dębowiecka, sięgająca czasów Konfederacji Barskiej z 1764 r., którą zlikwidowali Niemcy w 1939 r. Gwardia została odnowiona przez ks. Zbigniewa Czuchrę MS, proboszcza parafii, na uroczystość 670-lecia Parafii.

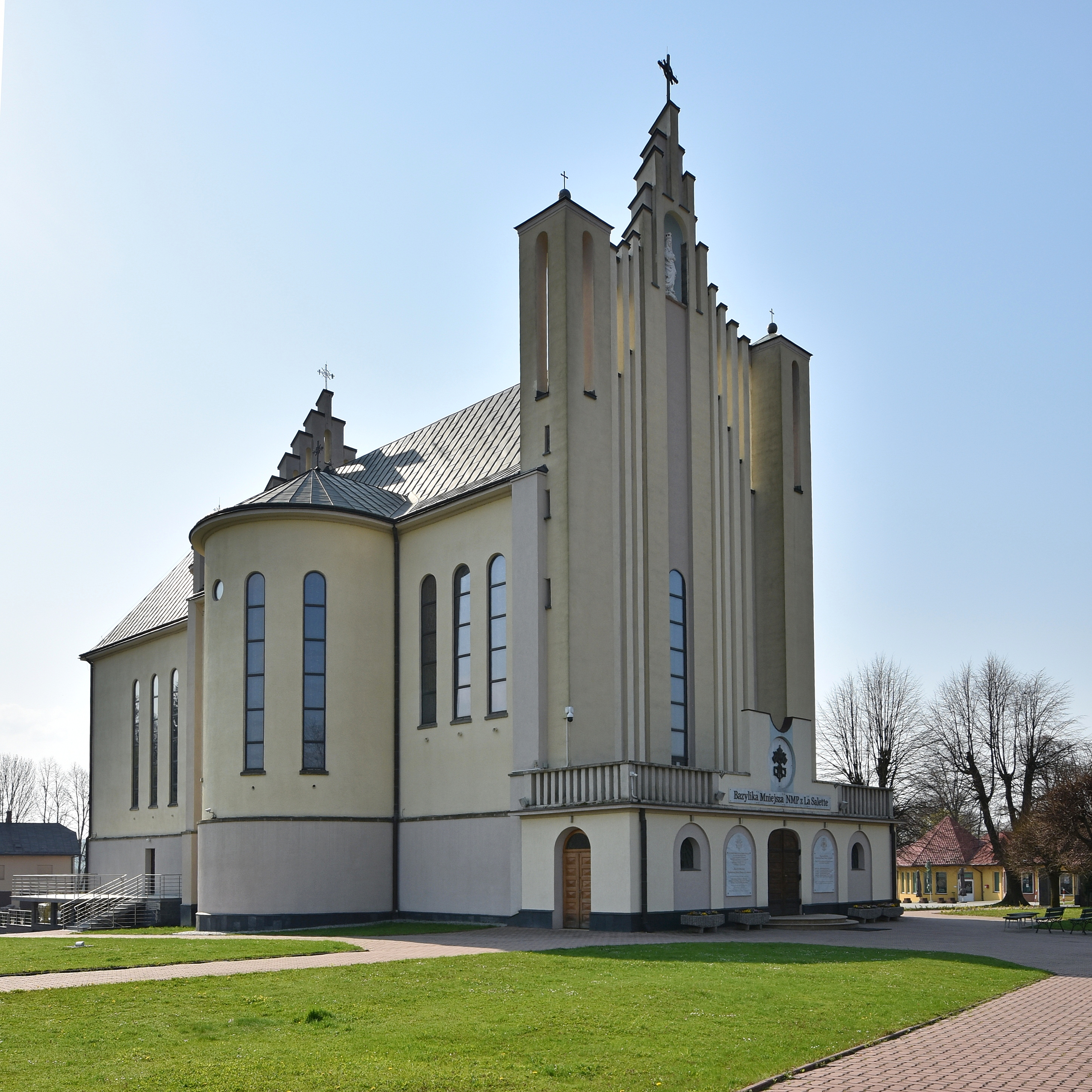
Bazylika w Dębowcu
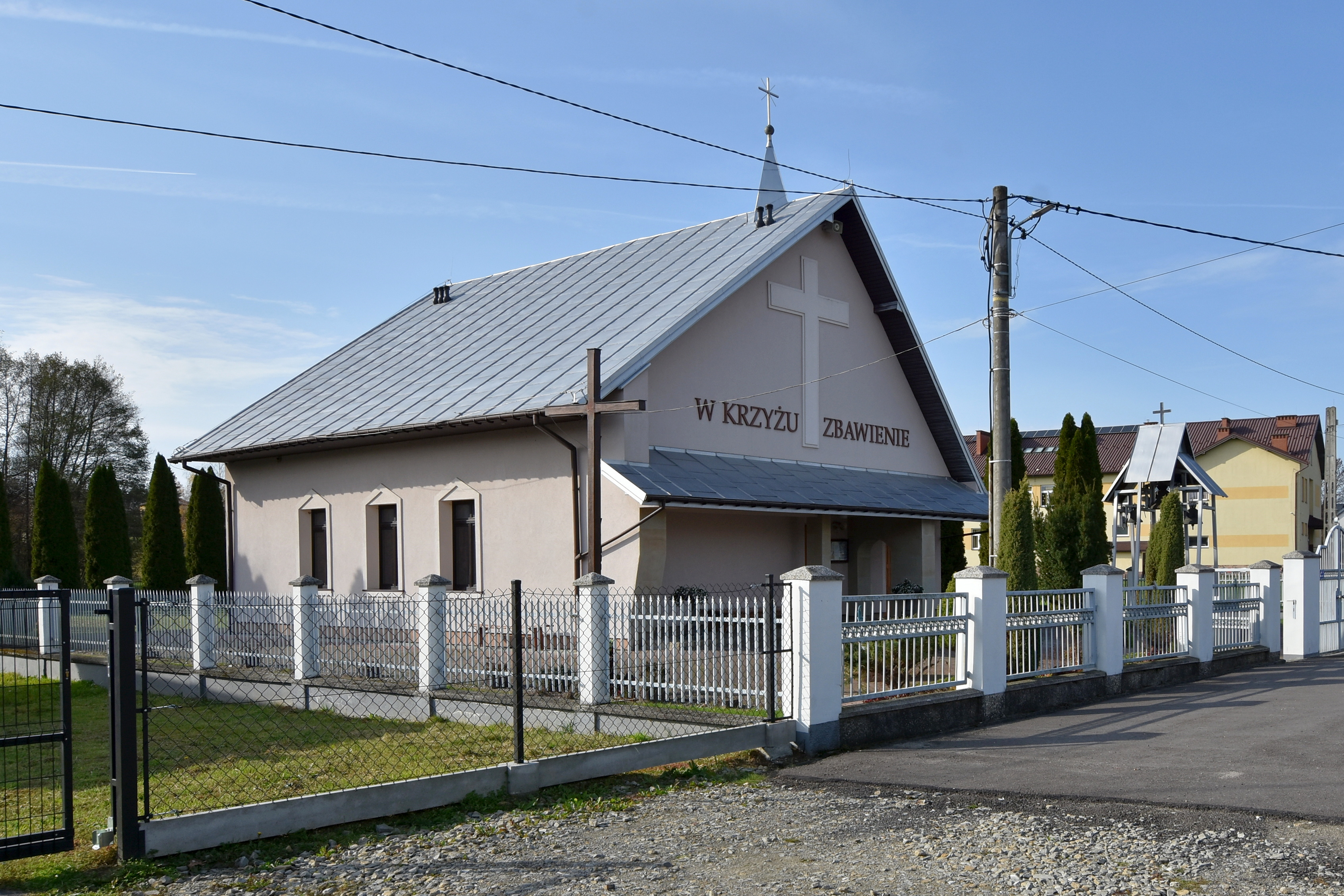
Kościół filialny w Łazach Dębowieckich

## Księża pracujący w parafii
- ks. Walenty Madejski
- ks. Jan Kopystyński
- ks. Zygmunt Męski (administrator i proboszcz do 1923)[1]
- ks. Stanisław Trzeciak (proboszcz w latach 1923-1928)
- ks. Franciszek Kasak
- ks. Jan Wójtowicz